# Nuevo Cáceres
Nuevo Cáceres (oficialmente «San Antonio (Nuevo Cáceres)») es un barrio del distrito Sur de la ciudad española de Cáceres.
Se ubica en el centro del distrito, inmediatamente al sur del ensanche de la ciudad y junto a la estación de ferrocarril. Fue construido en las décadas de 1990 y 2000, en el contexto histórico de la burbuja inmobiliaria de la época. A pesar de ser uno de los barrios más nuevos de Cáceres, se ha desarrollado notablemente por su ubicación céntrica y por albergar en su territorio importantes infraestructuras para la ciudad, como su estación de autobuses, la comisaría del Cuerpo Nacional de Policía o el Pabellón Multiusos Ciudad de Cáceres.
A 1 de enero de 2021, el barrio tenía una población de 5348 habitantes según el padrón municipal, lo que lo convierte en el barrio más poblado de Cáceres.

## Localización
Desde la reforma territorial de 2008, el barrio pertenece al distrito Sur y limita al norte con Los Fratres y Moctezuma, al este con Vera Cruz, Las Trescientas y Maltravieso, al sureste con Casaplata, al sur con un terreno todavía no urbanizado, al suroeste con el polígono industrial de Aldea Moret y al noroeste con la estación de ferrocarril. El barrio tiene forma rectangular, quedando delimitado al norte por la avenida de la Hispanidad, al este por la ronda de la Pizarra (denominada "calle Cueva de la Becerra" en su tramo meridional), al sur por la calle La Habana y al oeste por la avenida Juan Pablo II.
En el interior del barrio, las principales calles son la avenida Pierre de Coubertin y una prolongación occidental de la avenida de Dulcinea dedicada al músico cacereño Juan Solano Pedrero. La primera avenida recorre el barrio de norte a sur por su parte oriental, dejando entre ella y la ronda de la Pizarra las principales infraestructuras públicas del barrio. Por su parte, la calle Juan Solano Pedrero recorre el barrio de oeste a este en su parte central, con jardines entre sus dos sentidos de circulación.
Las viviendas del barrio se estructuran en manzanas que siguen dos planos hipodámicos consecutivos, cada uno de ellos de 4x4 manzanas, uno al norte y otro al sur de la calle Juan Solano Pedrero y ambos inmediatamente al oeste de la avenida Pierre de Coubertin. La parte septentrional está formada íntegramente por manzanas de bloques de pisos, que se caracterizan por ser ligeramente octogonales, al tener pequeñas diagonales para facilitar las intersecciones; en la parte meridional hay tanto bloques de pisos como viviendas unifamiliares. En paralelo a la avenida Pierre de Coubertin y de oeste a este, las calles están dedicadas a las ciudades de San Petersburgo, Berna, Évora y Oaxaca; en paralelo a la calle Juan Solano Pedrero y de norte a sur, están dedicadas a las ciudades de Marrakech, Ávila, Jerusalén y Segovia (en la parte septentrional) y Córdoba, Brasilia, Potosí y La Habana (en la parte meridional). En la parte occidental del barrio existen también calles ubicadas entre los jardines, dedicadas a las ciudades de Túnez, Atenas y Estambul. La denominación de las calles del barrio con nombres de ciudades se aprobó en 1996, con motivo del décimo aniversario de la declaración de la ciudad vieja de Cáceres como Patrimonio de la Humanidad; todas las ciudades citadas comparten ese título.
Desde el punto de vista de la geografía física, el barrio se ubica en una zona de la ciudad que es principalmente llana y que forma parte del hueco interior de la cadena de colinas conocida como los Alcores. Este relieve llano ha favorecido la formación del plano hipodámico, frente al trazado más irregular de las calles del centro de la ciudad.

## Historia
Hasta mediados del siglo XX, el lugar en el que se ubica el actual barrio de Nuevo Cáceres era un paraje rústico de escasa relevancia, formado principalmente por pastos y algunos cultivos de secano, a medio camino entre la ciudad de Cáceres (que terminaba en la antigua estación de ferrocarril, ubicada en lo que actualmente es el barrio de Los Fratres) y su entonces pedanía Aldea Moret. A lo largo de la segunda mitad del siglo XX, la ciudad fue extendiéndose hasta la zona situada al este de Nuevo Cáceres, formándose nuevos barrios como Las Trescientas y Llopis Ivorra. Esta situación creó un extraño hueco sin edificar entre el sureste de la ciudad y Aldea Moret.
En las décadas de 1990 y 2000, la ciudad de Cáceres se vio afectada por una grave burbuja inmobiliaria, en la cual creció notablemente de población con la llegada de nuevos habitantes procedentes de zonas rurales. En este contexto, resultaba difícil que una zona deshabitada tan extensa siguiera existiendo a tan corta distancia del centro de la ciudad, por lo que en esas dos décadas se construyeron casi todos los bloques de pisos y casas del barrio. Excepcionalmente, algunos edificios se construyeron unos años más tarde, ya que, al finalizar la segunda década citada, el estallido de la burbuja impidió que se completara la construcción del barrio cuando estaba casi terminado.
Durante la construcción del barrio, fue especialmente controvertida su denominación, ya que el Ayuntamiento de Cáceres se refería a la urbanización como el «Polígono San Antonio», en referencia al nombre tradicional del paraje rústico sobre el que se construyó. Este nombre fue rechazado por la mayoría de los cacereños, debido a que ya existía en Cáceres una zona de la ciudad tradicionalmente conocida como «barrio de San Antonio»: la Judería Vieja ubicada en la parte oriental de la Ciudad Monumental, llamada así porque la ermita de San Antonio se construyó sobre su sinagoga. La constructora Pinilla, que edificó la mayor parte de la urbanización en sus primeros años, difundió carteles publicitarios con el lema Ven a vivir a un nuevo Cáceres, y a partir de entonces «Nuevo Cáceres» se convirtió en la expresión más usada para referirse al barrio.

## Demografía
A 1 de enero de 2021, el barrio tenía una población de 5348 habitantes según el padrón municipal. El barrio ha tenido la siguiente evolución demográfica desde 2007:
| Gráfica de evolución demográfica de San Antonio (Nuevo Cáceres) entre 2007 y 2019 |
|                                                                                   |

Debido a su relativamente reciente construcción, en los datos de 2021 aparece como un barrio relativamente más rejuvenecido que el conjunto de la ciudad: los mayores de 65 años forman solamente el 11,08% de su población, frente al 17% del total municipal de la misma edad. El resto de la población está formada por un 18,10% de menores de edad, un 31,50% de personas entre 18 y 34 años y un 39,31% de personas entre 35 y 65 años. Esta distribución es el resultado del asentamiento natural de un barrio que en las décadas inmediatamente anteriores acababa de desarrollarse con familias jóvenes: en los datos de 2011, solamente el 6,55% de los vecinos tenía más de 65 años y casi la mitad de la población (46,73%) tenía entre 35 y 65, correspondiéndose en general estos últimos con las parejas jóvenes que en los quince años anteriores habían comprado aquí su nueva vivienda.
Desde un punto de vista socioeconómico, puede clasificarse como un barrio de clase media. Las secciones censales del barrio tenían en 2020 una renta media anual por persona de unos doce mil euros, ligeramente mayor en el sur del barrio que en el norte. Sin embargo, los precios de las viviendas del barrio están muy por encima de la media local: los pisos suelen oscilar entre ciento cincuenta mil y doscientos mil euros, mientras que las viviendas unifamiliares del sur del barrio superan notablemente ese precio. Esta peculiar discrepancia entre la renta y el precio de las viviendas se debe a que fueron construidas en plena burbuja inmobiliaria, con los precios más altos de lo normal, y a que a la citada fecha de 2020 existe escasa oferta de venta, debido a que la mayoría de las viviendas fueron compradas por población joven hace menos de un cuarto de siglo y por ello no ha dado tiempo a la apertura de un mercado normalizado de ventas de segunda mano.

## Administración
El barrio, que pertenece al distrito Sur de la ciudad, cuenta con su propia asociación de vecinos, cuyos límites territoriales coinciden con los del barrio. Antes de la reforma territorial de 2008, el barrio en construcción constaba en los informes municipales como la "barriada San Antonio", que formaba parte del provisionalmente denominado "barrio Sur", junto con los actuales barrios de Las Trescientas y Espíritu Santo y otras barriadas que han sido reorganizadas dentro de nuevos barrios, llamadas "El Carneril" y "Dehesa de los Caballos".

## Infraestructuras y servicios
A pesar de su rápida construcción en la burbuja inmobiliaria, el barrio no se ha limitado a ser un área exclusivamente residencial como otros barrios construidos en la misma época, sino que desde sus comienzos ha destacado por su gran cantidad de establecimientos de comercio minorista, hostelería y servicios profesionales, ya que los bloques de pisos se han diseñado para que puedan albergar locales comerciales en sus plantas bajas. En 2007, cuando se constituyó una asociación de empresarios del barrio, había 115 negocios en Nuevo Cáceres. En general, la mayoría de ellos funcionan como "comercios de barrio", en los que los vecinos de Nuevo Cáceres suponen el 80% de las ventas. Actualmente, uno de los principales proyectos para el futuro del barrio es utilizar las parcelas sin edificar y destinadas a servicios para establecer negocios de mayor tamaño.
El barrio destaca por ser un importante centro de transportes para la ciudad, pues no solamente está construido junto a la estación de ferrocarril y a las principales avenidas del sur del ensanche de la ciudad, sino que además alberga la estación de autobuses interurbanos. Esta última estación, ubicada en la calle Túnez, fue construida en 1987, antes de fundarse el actual barrio, en sustitución de la anterior estación que se ubicaba en la calle Gil Cordero. Además, desde 2017 se ubican en este barrio las cocheras del autobús urbano de Cáceres. Desde Nuevo Cáceres se puede acceder a las siguientes líneas del autobús urbano:
- La línea 1, que une Aldea Moret con la plaza de toros, pasa por la avenida Juan Pablo II, límite occidental de Nuevo Cáceres, pero no para en el barrio. La parada más cercana está en la avenida de Alemania, junto a la estación de ferrocarril.
- La línea 2, que une los barrios de Espíritu Santo y Mejostilla, tiene paradas en la ronda de la Pizarra y avenida de la Hispanidad, ambas en el entorno del Pabellón Multiusos Ciudad de Cáceres.
- La línea 3 es la única que tiene su inicio en Nuevo Cáceres, llevando hasta el hospital universitario Ciudad de Cáceres, y tiene sus dos primeras paradas en la avenida Pierre de Coubertin.
- La línea 4, que une los barrios de Macondo y Ceres Golf, tiene paradas junto a la estación de autobuses y en la calle San Petersburgo.
- La línea 7, que une los barrios de El Arco y Casaplata, tiene tres paradas en la avenida Pierre de Coubertin y una cuarta en la avenida de la Hispanidad, junto al Pabellón Multiusos.
- La línea 8, que une Aldea Moret con Cáceres el Viejo, tiene paradas junto a la estación de autobuses y en la avenida de la Hispanidad.

El barrio cuenta con un colegio concertado cooperativo de Infantil, Primaria y ESO, el colegio «María Auxiliadora». Se ubica en el norte del barrio, junto al cruce de las avenidas Hispanidad y Pierre de Coubertin, frente al Palacio de Congresos y al Pabellón Multiusos. Fue fundado a mediados del siglo XX en el casco antiguo de la ciudad como la rama femenina del colegio Paideuterion pero, al pasar a ser sociedad cooperativa de enseñanza mixta en 1990, los socios decidieron trasladar aquí el colegio, inaugurándose las instalaciones de Nuevo Cáceres en 1998. A pesar de que comparte nombre con una conocida advocación mariana, el centro carece de afiliación religiosa.
En cuanto a la atención sanitaria, hay un centro de salud en el este del barrio, en el cruce de las calles Juan Solano Pedrero y Cueva de la Becerra. Este centro de salud da servicio a los barrios del distrito Sur ubicados al este de la N-630, así como a las vecinas villas de Torreorgaz y Torrequemada. El centro de salud, construido entre 2006 y 2008 y puesto en funcionamiento en 2009, es conocido por su peculiar arquitectura, con formas circulares, grandes ventanas y revestimiento exterior de hormigón visto. En su origen se denominaba «San Antonio» en referencia al nombre inicial del barrio; este nombre provisional fue sustituido en 2020 por el de Sebastián Traba Hernández, médico de familia que falleció trabajando en este centro contra la pandemia de COVID-19, siendo el primer médico del SES que murió contagiado por el virus. En cuanto a los establecimientos sanitarios privados, en 2022 había en el barrio dos farmacias, dos clínicas de podología, dos ópticas, dos clínicas dentales y tres centros de fisioterapia y una clínica veterinaria.
Otro edificio importante que alberga el barrio es la Comisaría Provincial de Cáceres del Cuerpo Nacional de Policía, una de las dos comisarías que existen en la provincia junto con la Comisaría Local de Plasencia. La comisaría cacereña se ubica junto al centro de salud, en el cruce de la avenida Pierre de Coubertin con la calle Juan Solano Pedrero. Esta comisaría entró en funcionamiento en 2012 y fue la primera instalación que concentró todos los servicios de la Policía Nacional en Cáceres, que hasta entonces estaban dispersos por varios edificios de la ciudad; la anterior comisaría se ubicaba en la calle Diego María Crehuet, donde ahora está la sede del Colegio Oficial de Veterinarios. La comisaría de Nuevo Cáceres se hizo famosa en 2022, cuando fue uno de los escenarios principales de la serie de televisión hispano-portuguesa Sequía. Fuera de los límites del barrio, pero muy próxima a su esquina noroccidental, se ubica además la sede de la Policía Local de Cáceres, junto a la estación de ferrocarril.
El barrio destaca por albergar numerosos servicios sociales de gran relevancia, como el Jardín del Sauce, centro de acogida para menores en situación de desamparo gestionado por la Junta de Extremadura, que sustituyó en 2011 al que la Diputación Provincial de Cáceres gestionaba en el complejo cultural San Francisco. También se ubican en el barrio dos grandes centros de atención a personas con discapacidad: Cocemfe, con una residencia abierta en 2011, y Aspainca, que abrió su centro en 2018; a estos dos se suman diversos centros y asociaciones que se ubican en los bloques de pisos y que están especializados en atender a personas con dolencias determinadas, como los dedicados al Alzheimer, trastornos del espectro autista o sordera. El barrio alberga además desde 2010 la mayor residencia de ancianos privada de la provincia, llamada "Geryvida", con 194 plazas para dependientes y 18 para autónomos.
Además de todos estos servicios, Nuevo Cáceres destaca en la ciudad por albergar una de sus dos oficinas de Correos y uno de sus dos tanatorios.

## Patrimonio
Debido a la relativamente reciente creación del barrio, construido sobre un paraje rústico sin edificar, el barrio carece por lo general de monumentos de relevancia histórica. La única excepción se ubica en el parque de Israel, una gran área ajardinada del norte del barrio que alberga las ruinas del último horno de cal que estuvo activo en la ciudad, ubicado hasta 1996 junto a la estación de autobuses. A pesar de que estas ruinas se hallan en muy mal estado, el Ayuntamiento de Cáceres ha decidido preservar la calera, incluso protegiéndola con un vallado, debido a su gran valor histórico: desde Aldea Moret hasta la sierra de la Mosca se extiende El Calerizo, un área rica en caliza donde desde época medieval hasta el siglo XX se ubicaron numerosas "caleras", entendiendo por tales tanto canteras de las que se extraía la caliza como hornos en las que se transformaba en cal. La cal cacereña se consideraba uno de los mejores materiales de construcción de España, que en el siglo XIX, con la llegada del ferrocarril, llegó a dar trabajo a unos tres mil cacereños, pero en el siglo XX cayó en fuerte declive con la aparición de nuevos materiales, hasta desaparecer la industria cuando la familia Cordero cerró su calera de Nuevo Cáceres en 1996. Aunque el parque de Israel es la principal zona verde del barrio, existen otras zonas ajardinadas como el parque Puerta Sur y el parque Víctimas del Terrorismo ubicados en su esquina noroccidental, y los paseos ajardinados que recorren de punta a punta algunas de las calles.
Desde el punto de vista arquitectónico, el edificio más singular del barrio es la iglesia parroquial de la Sagrada Familia, templo católico que fue construido entre 2003 y 2004 con seiscientos mil euros aportados por los feligreses del barrio. Esta iglesia se ubica en la avenida Pierre de Coubertin y sigue el modelo arquitectónico de las nuevas iglesias urbanas construidas en España desde finales del siglo XX, con los despachos y salones parroquiales distribuidos en torno a la capilla religiosa, todo ello con materiales industriales contemporáneos y ornamentación austera. La capilla se caracteriza por tener una cubierta inclinada que en su parte superior alcanza los doce metros de altura y por distribuir los bancos de la feligresía de forma circular frente al altar. El proyecto quedó incompleto debido a la crisis económica iniciada en los años siguientes, pues en 2004 se pretendía construir una segunda fase que hubiera incluido un campanario. No es el único edificio religioso del barrio, ya que también alberga un pequeño Salón del Reino de los Testigos de Jehová.
En cuanto a escultura urbana, la rotonda de la esquina nororiental del barrio alberga el monumento a Nezahualcóyotl, una estatua de bronce del escultor mexicano Humberto Peraza y Ojeda dedicada a Nezahualcóyotl. Se instaló en 1992 con motivo de la Celebración del V Centenario del Descubrimiento de América y es una de las rotondas más emblemáticas del ensanche de Cáceres. Debido a la dificultad para pronunciar el nombre, los cacereños conocen a esta estatua como El Indio. También cuenta el barrio con un busto de Pierre de Coubertin que el día de San Jorge de 1996 fue instalado en la avenida de España; por su pequeño tamaño, durante varios años sufrió continuos actos vandálicos perpetrados por jóvenes que salían borrachos de La Madrila, por lo que en 2002 se trasladó a la avenida que lleva su nombre. Otro monumento emblemático del barrio es un monolito de siete metros de altura en recuerdo a las víctimas del terrorismo, que desde 2010 se ubica en el parque Puerta Sur.

## Deportes
El barrio es uno de los lugares más importantes para el deporte cacereño, ya que en su esquina nororiental se ubica el Pabellón Multiusos Ciudad de Cáceres, donde juegan sus partidos algunos de los principales equipos deportivos de la ciudad, entre los cuales destaca el Cáceres Patrimonio de la Humanidad de baloncesto, que juega en LEB Oro, la segunda división nacional. Fue inaugurado en 1999 y ha llegado a ser sede de importantes eventos, como el Master Nacional de Tenis de 2007. Junto al pabellón hay un polideportivo de barrio con pistas de baloncesto, fútbol sala y fútbol 7, construido en 2010 con las ayudas del Plan E.